# Urbanowice (województwo opolskie)
Urbanowice (villa Urbani, villa Urbanowice, od 1688 Urbanowitz) – wieś w Polsce, położona w województwie opolskim, w powiecie kędzierzyńsko-kozielskim, w gminie Pawłowiczki. W 2011 roku liczba mieszkańców we wsi Urbanowice wynosiła 535.
W latach 1975–1998 miejscowość administracyjnie należała do ówczesnego województwa opolskiego.

## Integralne części wsi
| SIMC    | Nazwa   | Rodzaj     |
| ------- | ------- | ---------- |
| 0501848 | Chudoba | przysiółek |
| 0501707 | Damnik  | przysiółek |

## Historia
Wieś wzmiankowana po raz pierwszy w łacińskim dokumencie z 1223 roku wydanym przez Wawrzyńca biskupa wrocławskiego gdzie zanotowana została w zlatynizowanej formie „villa Urbani” (pol. Wieś Urbana).
W 1845 r. we wsi było 75 domów, zamek, szkoła, młyn i cegielnia. W 1910 r. było 106 domów i 703 mieszkańców.
Na początku XX w. wieś posiadała pieczęć gminną napisową z napisem w otoku i w polu GEMEINDE || Kreis Cosel O/S. W polu: URBANOWITZ (nad i pod napisem ozdobny ornament).

## Zabytki
- murowana kapliczka z początku XX wieku, ok. 1920 roku[8]